# Juni 1980
Portal Geschichte | Portal Biografien | Aktuelle Ereignisse | Jahreskalender | Tagesartikel

◄ |
19. Jahrhundert |
20. Jahrhundert
| 21. Jahrhundert

◄ |
1950er |
1960er |
1970er |
1980er
| 1990er | 2000er | 2010er | ►

◄ |
1976 |
1977 |
1978 |
1979 |
1980
| 1981 | 1982 | 1983 | 1984 | ►

◄ |
März 1980 |
April 1980 |
Mai 1980 |
Juni 1980 |
Juli 1980 |
August 1980 |
September 1980 |
►
Dieser Artikel behandelt aktuelle Nachrichten und Ereignisse im Juni 1980.

## Tagesgeschehen

### Sonntag, 1. Juni 1980

CNN geht auf Sendung

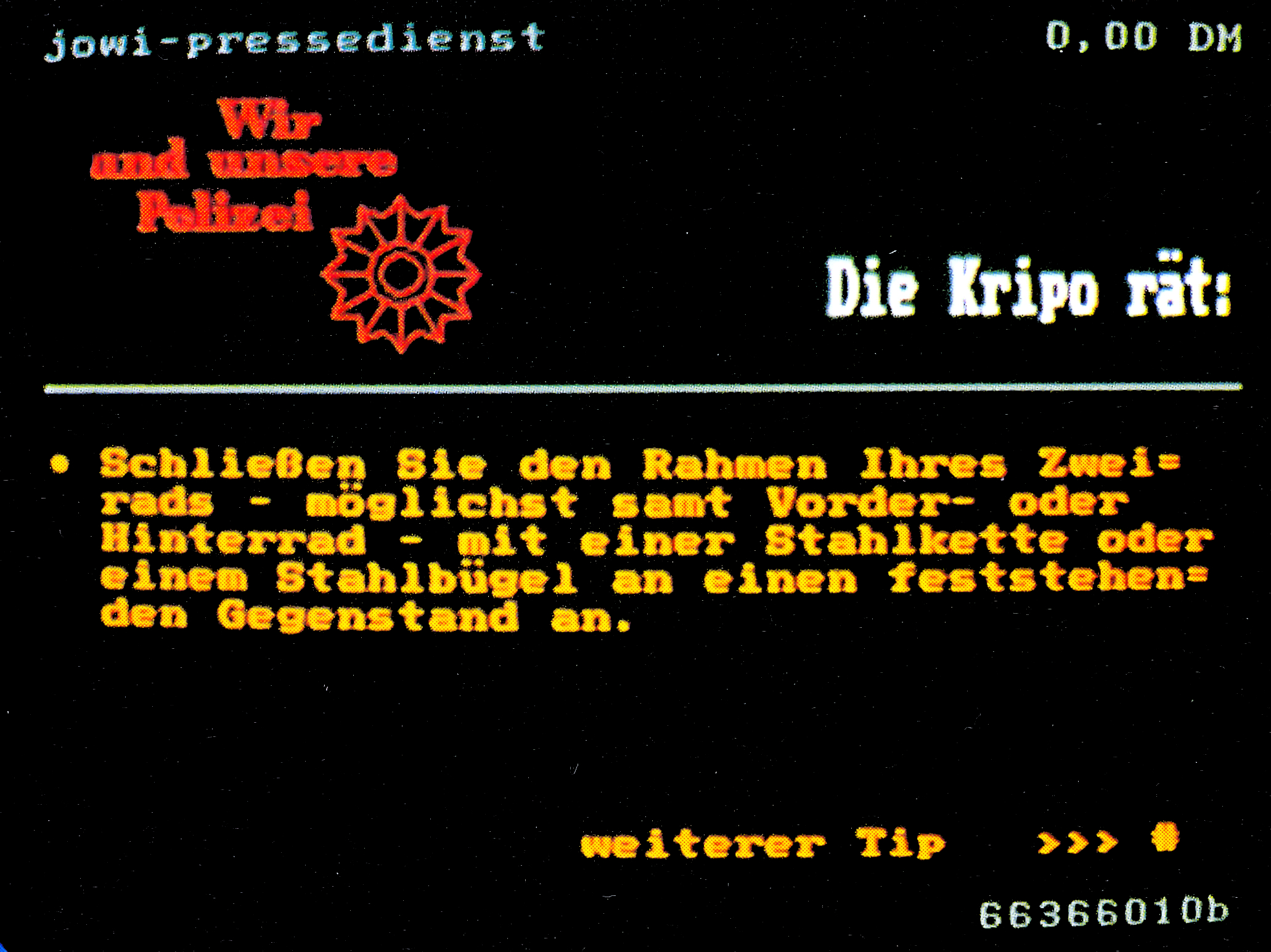
Seite im Bildschirmtext der Bundespost

- Atlanta/Vereinigte Staaten: Turner Broadcasting System startet die landesweite Ausstrahlung des Fernsehsenders Cable News Network, kurz CNN. Zum Auftakt überträgt der erste 24-Stunden-Nachrichtensender eine Ansprache des Medienunternehmers Ted Turner, der klarstellt: „Wir werden erst aufhören zu senden, wenn die Welt untergeht.“[1]
- Berlin, Bonn, Düsseldorf/Deutschland: Die Deutsche Bundespost startet den Feldversuch für ihre neue Dienstleistung Bildschirmtext. Daran nehmen in Berlin und Düsseldorf 3.000 Telefonkunden teil. Mit der Technik des britischen Systems Prestel übermittelt die Post den Teilnehmern via Telefonkabel Daten, die auf Hostrechnern gespeichert sind. Über spezielle Hardware am TV-Gerät rufen die Empfänger die Daten ab, darüber hinaus können sie Daten an den Computer der Post senden, z. B. um Waren zu bestellen.[2]

### Dienstag, 3. Juni 1980

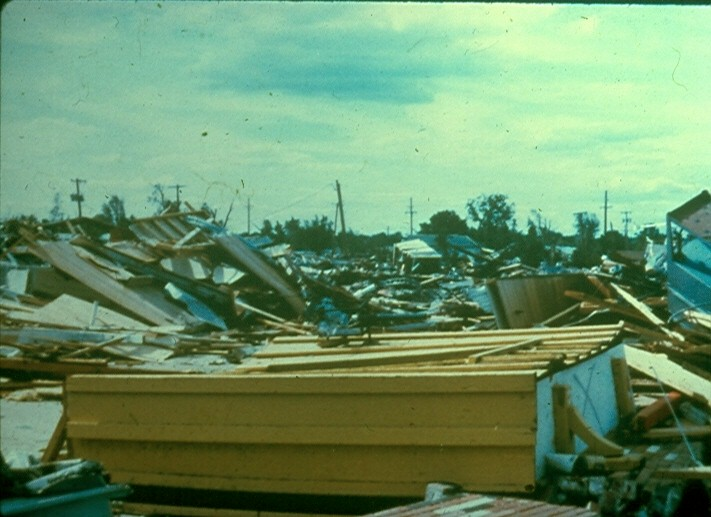
Grand Island, Vereinigte Staaten

- Grand Island/Vereinigte Staaten: In Nebraska ziehen innerhalb von zwei Stunden und 45 Minuten sieben Tornados durch das Gebiet der Stadt Grand Island und ihre Umgebung. Fünf Menschen sterben und über 500 Häuser werden zerstört.[3]

### Mittwoch, 4. Juni 1980

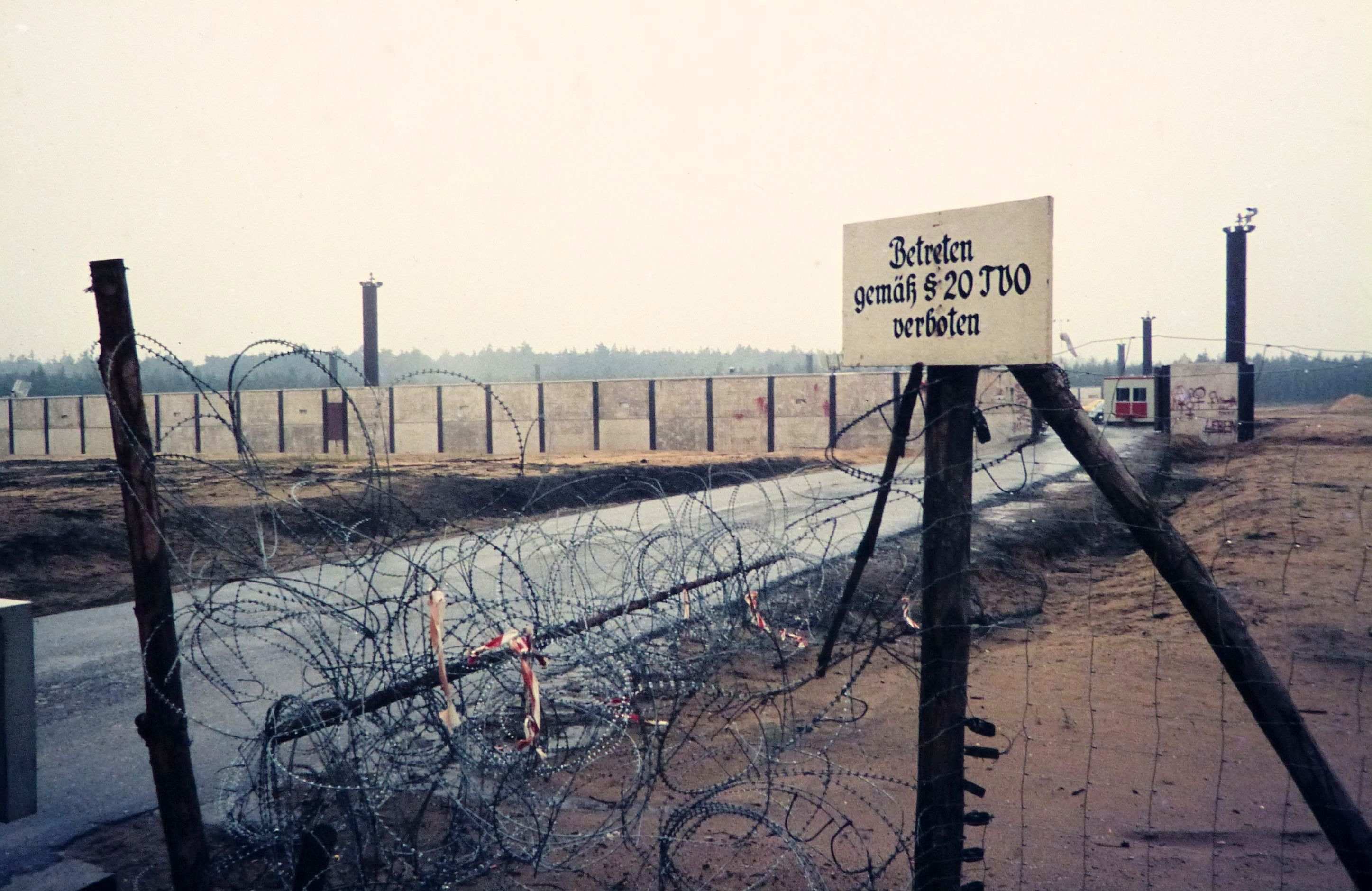
Gorleben: Bohrstelle nach der Räumung

- Berlin/Deutschland: Der 86. Katholikentag unter dem Motto „Christi Liebe ist stärker“ beginnt.[4]
- Gelsenkirchen/Deutschland: Titelverteidiger Fortuna Düsseldorf gewinnt mit 2:1 gegen den 1. FC Köln das Finale im DFB-Pokal der Männer.[5]
- Gorleben/Deutschland: In der größten Polizeiaktion seit der Gründung der Bundesrepublik räumt der Staat die „Republik Freies Wendland“ genannte Siedlung auf der Tiefbohrstelle 1004. Die „Republik“-Bewohner wollten die Suche nach einem Endlager für radioaktive Abfälle verhindern.[6]
- Stuttgart/Deutschland: Der Landtag von Baden-Württemberg wählt den seit 1978 amtierenden Ministerpräsidenten Lothar Späth (CDU) für die kommende Wahlperiode zum Ministerpräsidenten. Aus den Händen des Abgeordneten Holger Heimann (Grüne) erhält er nach seiner Wiederwahl einen kleinen Kaktus.[7]

### Samstag, 7. Juni 1980
- Zürich/Schweiz: Nach den Jugendunruhen ab dem 30. Mai verkünden Mitglieder der Alternativbewegung die städtische Erlaubnis zur Nutzung der so genannten „Roten Fabrik“ als eigenverantwortliches Projekt bis zu deren Abriss, welcher voraussichtlich in zwei Jahren stattfinden wird. Zur Auflage habe die Stadt gemacht, dass es während der Anwesenheit der autonomen Szene in der Fabrik nicht zu Krawallen kommt.[8]

### Sonntag, 8. Juni 1980
- Budapest/Ungarn: Die Ungarische Sozialistische Arbeiterpartei nimmt wie gewohnt als einzige Partei an der Wahl zum Parlament teil. Bei einer Zustimmung von 99,3 % wird sie diesmal 252 Mandate behalten und 100 Mandate an unabhängige Bewerber ihrer Wahl abgeben.[9]
- Mailand/Italien: Bernard Hinault gewinnt die 63. Ausgabe des Rad-Etappenrennens Giro d’Italia und trägt sich damit als zweiter Franzose in die Liste der Giro-Gesamtsieger ein.[10]
- New York/Vereinigte Staaten: Bei der 34. Verleihung des Tony Awards werden Phyllis Frelich und John Rubinstein jeweils für die beste Leistung in einer Hauptrolle in einem Theaterstück ausgezeichnet.[11]

### Montag, 9. Juni 1980
- München/Deutschland: Das Landgericht München I verurteilt Dieter Zlof wegen der Entführung von Richard Oetker, den Sohn des Unternehmers Rudolf-August Oetker, zu 15 Jahren Freiheitsentzug. Während der Entführung im Jahr 1976 sperrte Zlof den 1,91 m großen Oetker  in eine 1,44 m lange Kiste und forderte 21 Millionen D-Mark Lösegeld für die Freilassung.[12]

### Dienstag, 10. Juni 1980
- Wien/Österreich: Der FK Austria Wien gewinnt das Rückspiel im Finale des ÖFB-Cups mit 2:0 gegen den SV Austria Salzburg und wird, nachdem Salzburg das Hinspiel 1:0 gewann, Österreichischer Fußballpokalsieger 1980.[13]

### Mittwoch, 11. Juni 1980

Logo der Fußball-EM

- Rom/Italien: Das Eröffnungsspiel der 6. Fußball-Europameisterschaft der Männer endet mit einem 1:0-Sieg der Bundesrepublik Deutschland gegen die Tschechoslowakei.[14]

### Freitag, 13. Juni 1980
- Berlin/Deutschland: Bei der Verleihung des Deutschen Filmpreises wird der Komponist Peer Raben doppelt mit dem Filmband in Gold ausgezeichnet, jeweils für die Musik der Filme Die Ortliebschen Frauen und Die Reinheit des Herzens.[15]

### Mittwoch, 18. Juni 1980
- Addis Abeba/Äthiopien: Die supranationale Organisation für Afrikanische Einheit nimmt Simbabwe als Mitglied auf.[16]

### Sonntag, 22. Juni 1980
- Rom/Italien: Im Finale der 6. Fußball-Europameisterschaft der Männer besiegt die Bundesrepublik Deutschland die belgische Nationalmannschaft mit 2:1.[17]
- Venedig/Italien: Auf der Insel San Giorgio Maggiore trifft sich die Gruppe der Sieben zum sechsten Weltwirtschaftsgipfel. Ein wichtiges Thema, neben wirtschaftlichen Fragen, ist die Lage in Afghanistan. Bisher beabsichtigt keiner der am Gipfel beteiligten Staatschefs eine militärische Intervention in dem zentralasiatischen Land, in das vor sechs Monaten die Rote Armee einmarschierte.[18]

### Montag, 23. Juni 1980
- Venedig/Italien: In ihrer Abschlusserklärung zum Weltwirtschaftsgipfel bezeichnet die Gruppe der Sieben die Bekämpfung der Inflation als dringendstes Problem. Die Wirtschaft befindet sich v. a. in den Vereinigten Staaten in der Rezession, wo im April 1980 eine Inflationsrate von 14,76 % registriert wurde.[19]

### Mittwoch, 25. Juni 1980
- Zürich/Schweiz: Der FC Basel gewinnt 4:2 beim FC Zürich und wird Schweizer Fussballmeister 1980.[20]

### Donnerstag, 26. Juni 1980
- Frankfurt am Main/Deutschland: Das Rad-Etappenrennen Tour de France startet in diesem Jahr zum zweiten Mal in der Geschichte der Tour in Deutschland.[21]

### Samstag, 28. Juni 1980
- Tyrrhenisches Meer: Die Wrackteile eines am Vortag von jeglichen Radarsichtgeräten verschwundenen Flugzeugs vom Typ McDonnell Douglas DC-9 der Fluggesellschaft Itavia werden in der Nähe der italienischen Insel Ustica entdeckt. An Bord der Maschine auf dem Weg von Bologna nach Palermo waren 81 Personen. Die Ursache des Unglücks ist vorläufig unklar.[22]